# يوهان أنطون أندريه
يوهان أنطون أندريه (بالألمانية: Johann Anton André)‏ هو ملحن ألماني، ولد في 6 أكتوبر 1775 في أوفنباخ أم ماين في ألمانيا، وتوفي بنفس المكان في 5 أبريل 1842.

## وصلات خارجية
- يوهان أنطون أندريه على موقع ميوزك برينز (الإنجليزية)
- يوهان أنطون أندريه على موقع ديسكوغز (الإنجليزية)